# Актово
А́ктово (укр. А́ктове) — село в Вознесенском районе Николаевской области Украины.
Население по переписи 2001 года составляло 631 человек. Почтовый индекс — 56537. Телефонный код — 5431. Занимает площадь 1,221 км².
В северо-восточной части Вознесенского района расположено село Актово на правом берегу реки Мертвовод, граничащее с селом Петропавловка Братского района. Река протекает через Актовский каньон в центре которого и расположено это небольшое село.
Село знаменито благодаря каньону, который является ландшафтным заповедником и охраняется государством, о чём свидетельствует информационное табло на смотровой площадке каньона у села.

## Местный совет
56535, Николаевская обл., Вознесенский р-н, с. Трикраты, пл. Независимости